# Claresse
Claresse ist der Markenname eines Zuchtfischs der niederländischen Firma Claresse Visverwerking. Es handelt sich um eine Hybride aus der Familie der Kiemensackwelse (Heterobranchus longifilis × Clarias gariepinus).

## Biologie
Die Art besitzt acht Barteln und hat einen walzenförmigen Körperbau. Wie viele Hybride kann sich Claresse nicht selbst fortpflanzen. Die Zucht erfolgt daher mit den Elternarten.

## Nutzung und Vermarktung
2006 wurde Claresse von den niederländischen Behörden als Zuchtfisch zugelassen. Zuchtkriterien waren der Gehalt an Omega-3-Fettsäuren, das weiße feste Fleisch und die Möglichkeit, grätenfreie Filets zu produzieren. Claresse hat einen sehr milden bis neutralen Geschmack. Das Schlachtgewicht liegt bei 1,0–1,2 kg.
Der Fisch wird in Deutschland, den Niederlanden, Belgien, der Schweiz und Frankreich vermarktet. Jährlich werden 5000–8000 t produziert.